# Sunny Side Memories
『Sunny Side Memories』（サニー・サイド・メモリーズ）は亜蘭知子の9枚目のオリジナル・アルバム。

## 内容
『Stay In My Eyes』から5か月ぶり、ビーイング在籍最後のオリジナル・アルバム。
「あなたにLonely」「Simple Question」は、後に、KEY WEST CLUBがカバー。

## 収録曲
全作詞：亜蘭知子
1. あなたにLonely
作曲・編曲：寺尾広
2. Everything - カメリアダイヤモンドCM曲
作曲：栗林誠一郎　編曲：大堀薫
3. と・も・だ・ち
作曲：栗林誠一郎　編曲：明石昌夫
4. Sunshine Blue - 坪倉唯子への提供曲
作曲：織田哲郎　編曲：明石昌夫
5. Memories Shower
作曲：清岡千穂　編曲：明石昌夫
6. やさしくしないで
作曲：栗林誠一郎　編曲：大堀薫
7. Simple Question
作曲：野呂一生　編曲：明石昌夫
8. 秋
作曲：織田哲郎　編曲：明石昌夫
9. 日曜日のスキャット
作曲・編曲：寺尾広
10. あなたは特別
作曲：野呂一生　編曲：明石昌夫
11. Sunny Side Love
作曲：清岡千穂　編曲：明石昌夫
12. Je t'aime 気ままに…
作曲：三浦一年　編曲：明石昌夫

## 参加ミュージシャン
- 吉川忠英 - ギター
- 角田順 - ギター
- 野呂一生 - ギター
- 増崎孝司 - ギター
- 青木智仁 - ベース
- 明石昌夫 - ベース、シンセサイザー
- 大堀薫 - ベース、シンセサイザー
- 青山純 - ドラム
- 阿部薫 - ドラム
- 勝田一樹 - サックス
- 増田隆宣 - キーボード
- 小野塚晃 - キーボード
- 古川真一 - コーラス